# Џон Грин
Џон Грин (енгл. John Green; рођен 24. августа 1977) је амерички аутор, блогер, писац, продуцент, глумац и уредник. Он је 2006. освојио награду за његов деби роман, У потрази за Аљаском. Његов шести роман, Криве су звезде, је дебитовао као број један на листи најпродаванијих књига у часопису Њујорк тајмс. Године 2014, Грин је био укључен у листу "100 најутицајнијих људи на свету" магазина Тајм.
Поред тога што је писац, Грин је такође познат због његових Јутјуб подухвата. У 2007, он је основао VlogBrothers канал са својим братом, Хенк Грином. Од тада, Џон и Хенк су лансирали пројекте као што је Видкон и створили укупно 11 онлајн серија.

## Младост и каријера
Грин је рођен у Индијанополису. Након његовог рођења, породица се селила три пута: у Мичиген, затим у Алабаму, и на крају у Орландо,Флорида. Похађао је школу у близини Алабаме, коју је касније искористио као инспирацију за главно место радње његовог првог романа У потрази за Аљаском. Грин је дипломирао на Kenyon колеџу 2000. године са дуплом дипломом.
После колеџа, Грин је пет месеци радио у болници, у Охају. Он је намеравао да постане епископ, али његово искуство у болници док је радио са децом која имају неизлечиве болести га је инспирисало да постане аутор, и касније да напише Криве су звезде.
Грин је неколико година живео у Чикагу, где је радио за часопис Booklist док је упоредо писао У потрази за Аљаском Он је такође критиковао књиге за Њујорк Тајмс и стварао оригиналне радио емисије. Грин је касније две године живео у Њјујорку.

## Књижевни рад
Гринов први роман, У потрази за Аљаском, објављен 2005. године, је тинејџерски роман инспирисан његовим искуством у средњој школи. Роман је добио награду за "Најбоље написану књигу за тинејџере". Филмска права је 2005. године купио Парамаунт, али пет година касније, без напретка у пројекту, Грин је рекао обожаваоцима да без обзира колико би он желео филм, филмска кућа нема интересовања да то реализује.
Грин и колеге Морин Џонсон и Лорин Миракл, су заједно написали романВејте снегови, који се састоји од три повезане кратке приче, семштене у малом граду за време мећаве на Божић. Та књига је била број 10 на листи најпродаванијих књига Њујорк Тајмса.
Гринов трећи роман, Градови на папиру, дебитовао је као број пет на листи најпродаванијих књига за децу Њујорк тајмса, и роман је 2015. године прерађен у филм Градови на папиру. Градови на папиру су награђивани 2009. као најбољи роман за омладину.
После овог, Грин и његов пријатељ, писац Дејвид Левитан, заједно су написали роман Вил Грејсон, Вил Грејсон, који је овјављен 2010. године. Књига је била номинована за две АЛА награде и Одисеј награду.
Његова шеста књига, Криве су звезде, је пуштена у продају 2012. Грин је објаснио да су делови књиге коју је најавио раније сврстани у Криве су звезде. Он је потписао свих 150.000 копија првог штампања. Листа најпродаванијих књига за децу Њујорк тајмса је сврстала Криве су звезде као број један. Роман је претворен у филм са истим именон, пермијерно у Сједињеним Америчким државама 6. јуна 2014.
У другој половини 2013, Грин је изјавио да пише нову књигу са насловом Рекет. Продавао је по 5.000 речи грубог нацрта на IndieGoGo за $10 у намери да сакупи новац у добротворне сврхе. 16. новембра 2014, Грин је написао на његовој Тумблр страници да не ради на Рекету али да ради на нечему са другачијим називом.
Иако су његови романи зарадили само позитивне критике, Грин је рекао да мисли да његови романи имају мана, кад их сагледа објективно. Додатно, у одговору на фанов твит, Грин се извинио за коришћење речи ретардиран у Градови на папиру, говорећи: "Да, кајем се. To није у филму, и нећу више користити ту реч нигде другде"
У септембру 2015, Грин је најавио да узима паузу са друштвених мрежа да би се фокусирао на нову књигу. У августу 2016, Грин је изјавио да ће следећих 10 месеци ограничити своје појављивање у јавности у намери да заврши нацрт нове књиге. Али септембра 20, Грин је поставио снимак на свом каналу, говорећи да можда неће издати нову књигу, цитирајући његово досадашње искуство као "жесток притисак".

## Јавно појављивање
Млади читаоци и аутори, па и сам Џон Грин, су били критични према условима писања књига. Грин је коментарисао: "Моја брига је да популарни радови које су написале жене добијају много заједљивије критике од публике него популарни радови мушкараца... Такође, волео бих да видим да се једнака количина пажње поклања сексизму у популарним радовима које су написали мушкарци, од Николаса Спаркса до, на пример, Салинџера. Ловац у житу— иако га ја веома волим — је дубок и узнемирујуће пропагира мржњу према женама и још увек се чини да пролази критике и онлајн и офлајн. Ово се дешава често, ја мислим, са књигама које су написали мушкарци, и ја не желим да се мушким писцима (укључујући и мени!) гледа кроз прсте за то." Повезано са овим проблемом, Грин је изјавио да се изјашњава као феминиста.
Тумблр пост који је поставио корисник virjn, тврди да је Грин "језив човек који повлађује девојкама с намером да створи нешто попут култа." Остали корисници су коментарисали пост, омаловажавајући његово писање. Грин је, бранећи себе, изјавио: "Бацање такве врсте оптужби је болесно и погрдно и што је најважније штети стварном погледу на сексуално злостављање деце."Грин је додао да ће користити друштене мреже све мање, говорећи: "Нисам љут или тако нешто. Само ми треба мало дистанце за моје добро."
Дана 14. јула 2015. Грег Балард, председник Индианополиса, је изјавио да ће то бити "Дан Џона Грина" у његовом родном граду. Истог тог месеца, Тереза Џејкобс, председница |Округ Оринџа на Флориди, прогласила је да ће 17. јул такође бити његов дан.

## Други пројекти

### Crash Coursе
Crash Course је пројекат који су направили Џон и његов брат, Хенк Грин, с намером да едукују средњошколце.
У 2012, праћено одобрењем из Гугла, браћа су лансирала неколико кратких, едукативних видеа под називом Crash Course, и садржи серије о светској историји, америчкој историји, књижевности, анатомији и физиологији, биологији, екологији, психологији и филозофији, астрономији, игрицама, великој историји, економији и физици.

### VlogBrothers
Браћа Грин су основали пројекат који се звао Brotherhood 2.0 који је трајао од 1. јануара до 31. децембра 2007. године. Њих двојица су се договорили да се одрекну сваке међусобне комуникације, и да уместо тога размењују видео блогове. Наизменично су један другом остављали поруке. Ови снимци су постављани на канал "vlogbrothers" где су придобили велику публику. У видеу, који је требало да буде последњи, браћа су објавила да ће на неодређено време проширити свој пројекат, and ажурирано: 2016..

### VidCon
VidCon је годишња конференција видео заједнице. Конференција је основана 2010. и основали су је браћа Грин због раста видео заједнице. Хенк је изјавио: "Ми смо желели да спојимо што више видео заједнице, на једном месту, у стварном свету. То је славље заједнице, са представама, концертима и журкама; али такође и дискусија." Догађај привлачи много популарних Јутјуб корисника као и њихових фанова, и обезбеђује места за заједницу да се забавља.

### Филмски продуцент
Грин је био ексклузивни продуцент филма Градови на папиру. Он је такође и потписао уговор са Fox 2000 (иста кућа која је направила Криве су звезде)..

## Дела

### Књиге
- У потрази за Аљаском. Green, John (2005). Looking for Alaska. Penguin. ISBN 978-0-525-47506-4.
- Обиље Катарина. Green, John (2006). An Abundance of Katherines. Penguin. ISBN 978-0-525-47688-7.
- Вејте снегови – са Морин Џонсон и Лорин Миракле. Green, John; Myracle, Lauren; Johnson, Maureen (2008). Let It Snow: Three Holiday Romances. Penguin. ISBN 978-0-14-241214-5.
- Градови на папиру. Green, John (2008). Paper Towns. Penguin. ISBN 978-0-14-241493-4.
- Вил Грејсон, Вил Грејсон – са Дејвидом Левитаном. Green, John; Levithan, David (2010). Will Grayson, Will Grayson. Penguin. ISBN 978-0-525-42158-0.
- Криве су звезде. Green, John (2012). The Fault in Our Stars. Penguin. ISBN 978-0-525-47881-2.

### Кратке приче
- "Приближни трошкови вољења Каролине", Двапут речено: Оригиналне приче инспирисане оригиналним уметничким сликама написао Скот Хант (2006)
- 21. матура, са Дејвидом Левитаном и Данијелом Еренхафтом (2007)
- Штребер наказа, Штребертастично: Приче из штреберског чопора (2009)
- Разлози, Оно што желиш (2011)
- Double on Call and Other Short Stories (2012)

### Филмови
| Година           | Наслов            | Улога                           | Белешка                                    |
| ---------------- | ----------------- | ------------------------------- | ------------------------------------------ |
| 2007 - садашњост | Vlogbrothers      | Џон Грин                        | директор, писац, продуцент                 |
| 2012 - садашњост | Crash Course      | Џон Грин                        | писац и продуцент                          |
| 2014             | Криве су звезде   | Џекин тата - сцена на аеродрому | заслуга није приказана                     |
| 2015             | Градови на папиру | Бекин тата (глас)               | заслуга није приказана, такође и продуцент |

### Као продуцент
| Година | Наслов             | Белешка        |
| ------ | ------------------ | -------------- |
| 2013   | Mental Floss       | Такође и писац |
| 2014   | The Art Assignment |                |

## Галерија
- ’’Криве су звезде”
- Браћа Грин
- ’’Градови на папиру”
- Ханк и Џон на Видкону
- Корице књиге у потрази за Аљаском